# 20469 Dudleymoore
20469 Dudleymoore è un asteroide della fascia principale. Scoperto nel 1999, presenta un'orbita caratterizzata da un semiasse maggiore pari a 2,8341434 UA e da un'eccentricità di 0,1681717, inclinata di 1,98385° rispetto all'eclittica.